# Бледнохвостый венценосный колибри
Бледнохвостый венценосный колибри (лат. Boissonneaua flavescens) — птица семейства колибри.

## Описание
Бледнохвостый венценосный колибри достигает длины примерно от 11 до 11,4 см. Прямой, относительно толстый клюв длиной примерно от 16 до 18 мм. Верхняя часть тела блестяще-зелёная. За глазами у колибри имеется совсем незаметное белое пятно. Изгиб крыла и его нижняя часть окрашены в жёлто-коричневый цвет. Шея зелёная, грудь блестяще-зелёная. Брюхо от серого до жёлто-коричневого цвета с зелёными крапинами. 

## Распространение
Ареал вида охватывает площадь примерно 130 000 км² в южноамериканских странах Эквадоре, Колумбии и Венесуэле. Колибри передвигается во влажных лесах, а также по опушкам леса. Его можно наблюдать на высоте от 1 500 до 3 300 м. Леса, в которых обитает птица, принадлежат к субтропическому поясу. Птица селится как на западных, так и на восточных склонах Анд.

## Поведение
Цветки, к которым подлетает колибри, расположены в средней и верхней части крон деревьев. Во время кормления он преимущественно крепко хватается за цветок, расправляя при этом свои крылья на 1—2 секунды. Часто птицы собираются на цветущих деревьях вместе с другими колибри. 

## Подвиды
Известно о двух подвидах:
- Boissonneaua flavescens flavescens (Loddiges, 1832) обитает на северо-западе Венесуэлы в штате Мерида, а также в Колумбии. Кроме того, он присутствует в Эквадоре исключительно на восточных склонах Анд вблизи вулкана Сумако.
- Boissonneaua flavescens tinochlora Oberholser, 1902 обитает на юго-западе Колумбии и на западных склонах Анд в западной части эквадорской провинции Котопахи.